# Steinbrunn-le-Bas
Steinbrunn-le-Bas település Franciaországban, Haut-Rhin megyében. Lakosainak száma 850 fő (2022. január 1.). Steinbrunn-le-Bas Steinbrunn-le-Haut, Flaxlanden, Bruebach, Landser, Schlierbach, Kœtzingue és Rantzwiller községekkel határos.

## Népesség
A település népessége az elmúlt években az alábbi módon változott:
| Lakosok száma | 656  | 688  | 744  | 757  | 791  | 809  | 830  | 851  | 850  |
|               | 2013 | 2015 | 2016 | 2017 | 2018 | 2019 | 2020 | 2021 | 2022 |